# District Sud (Tainan)
Pour les articles homonymes, voir District Sud.
Le district Sud (chinois traditionnel : 東區 ; pinyin : dōng qū ; anglais : South District) est un district de la municipalité spéciale de Tainan.

## Histoire
Après la rétrocession de l'île de Taïwan en 1945, le district Sud est créé, succédant à l'ancien district japonais de Zhaoho.

## Géographie
Le district couvre une superficie de 28,04 km2.
Il compte 124 906 habitants d'après le recensement de février 2019.

## Transports
- Aéroport de Taïnan